# نیسان فوگا
نیسان فوگا (Nissan Fuga) خودرویی است که از سال ۲۰۰۴–کنون تولید شده‌است. این خودرو برای اولین بار در سخنرانی ای در توکیو ژاپن به طور غیر رسمی دیده شد. این خودرو توانست نظر بسیاری از ماشین دوستان را به خود جلب کند و بازار خوبی بدست آورد‌